# Grisin de Todd
Herpsilochmus stictocephaluus
Espèce
Statut de conservation UICN

 LC  : Préoccupation mineure
Le Grisin de Todd (Herpsilochmus stictocephalus) est une espèce de passereaux de la famille des Thamnophilidae.
Son aire s'étend à travers le plateau des Guyanes.